# München-Feldmoching (stacja kolejowa)
München-Feldmoching – stacja kolejowa w Monachium, w dzielnicy Feldmoching-Hasenbergl, w kraju związkowym Bawaria, w Niemczech. Na stacji zatrzymują się pociągi S-Bahn. Znajduje się tu również stacja metra linii U2 otwarta 26 października 1996.